# Udlejre
Udlejre er en tidligere landsby, nu en del af Ølstykke stationsbys område. Byområdet ligger i Ølstykke Sogn (tidligere Ølstykke Herred, Frederiksborg Amt).

## Historie
Udlejre landsby bestod i 1682 af 9 gårde. Det samlede dyrkede areal udgjorde 384,1 tønder land skyldsat til 88,70 tønder hartkorn. Dyrkningsformen var trevangsbrug.
Da jernbanen til Frederikssund blev anlagt i 1879, blev Ølstykke Station placeret i Udlejre ejerlavs nordøstligste hjørne. Tidligt begyndte en stationsby at vokse frem, men det var først i 1960-erne at byudviklingen for alvor tog fart og store dele af Udlejre ejerlavs jorder mellem jernbanen i nord, Skenkelsø sø mod vest samt veje mod syd og øst blev udstykket til villakvarterer, der også omfattede Udlejre.